# آلفونس ایژلان
آلفونس ایژلان (فرانسوی: Alphonse Higelin‎; ۲۶ آوریل ۱۸۹۷ – ۲۱ ژوئن ۱۹۸۸) ژیمناست هنری اهل فرانسه بود.
از افتخارات وی میتوان به کسب مدال نقره تیمی و مدال برنز بارفیکس در بازی‌های المپیک تابستانی ۱۹۲۴ و مدال برنز تیمی در بازی‌های المپیک تابستانی ۱۹۲۰ اشاره کرد.